# Barsuki (stacja kolejowa)
Barsuki (biał. Барсукі; ros. Барсуки) – stacja kolejowa w miejscowości Barsuki, w rejonie bychowskim, w obwodzie mohylewskim, na Białorusi. Położona jest na linii Orsza - Mohylew - Żłobin.
Stacja istniała przed II wojną światową.